# Comtat de Luna
El comtat de Luna fou concedit pel rei Pere el Cerimoniós a Lope de Luna, senyor de Luna i de Sogorb, el 1348.
El comtat quedà lligat a la corona, ja que a la mort de Lope de Luna Passà a la seva filla i hereva Maria, muller del rei Marti I. Posteriorment el comtat passà a mans del rei Martí I de Sicília i a Frederic d'Aragó i de Sicília.
Havent revertit a la corona, la vila de Luna fou concedida com a senyoria al governador d'Aragó Joan López de Gurrea i López de Gurrea, passat per aquesta línia fina a mans de Maria López de Gurrea i Torrelless, coneguda com La Rica Hembra i neta de Joan López de Gurrea, qui es casà amb Joan d'Aragó i Jonqueres, comte de Ribargorça, qui esdevingué, per concessió l'any 1495, primer duc de Luna.
Posteriorment el 18 d'agost de 1598, el rei Felip II de Castella creà de nou el comtat de Luna i l'atorgà a Francesc d'Aragó i de Borja rebé (besnet de Joan d'Aragó i Jonqueres), en compensació per la pèrdua del comtat de Ribagorça, que fou integrat a la corona.
El 1997 el comtat recau en possessió d'Álvaro de Urdáiz y Azlor de Aragón, XVI comte de Luna, XIX duc de Villahermosa, XIII comte del Puerto (entre altres).